# Monte Monarch
O monte Monarch (em inglês:  Monarch Mountain) é uma montanha na Colúmbia Britânica, Canadá. 
Situa-se a leste de uma passagem entre o rio Klinaklini e o ramo sul do rio Atnarko, que é um afluente do rio Bella Coola. A montanha é rodeada pelo campo de gelo Monarch, o mais setentrional dos principais campos de gelo das Cordilheiras do Pacífico, e ao sul dela está o campo de gelo Ha-Iltzuk, que é o maior. O monte Monarch está no extremo sul do Parque Provincial de Tweedsmuir Sul.
Tem 3555 m de altitude.